# Соревнование (Кемеровская область)
Соревнова́ние — посёлок в Промышленновском районе Кемеровской области. Входит в состав Плотниковского сельского поселения.

## География
Центральная часть населённого пункта расположена на высоте 230 м над уровнем моря.

## Население
| 2010 |
| ---- |
| 357  |

### Половой состав
По данным Всероссийской переписи населения 2010 года, в посёлке проживало 357 человек (170 мужчин, 187 женщин).